# Job 1
Job 1 est le premier chapitre du Livre de Job dans la Bible hébraïque ou l'Ancien Testament de la Bible chrétienne. Le livre est anonyme ; la plupart des érudits pensent qu'il a été écrit vers le VIe siècle avant notre ère. Ce chapitre appartient au prologue du livre, comprenant Job 1:1 –2:13.

## Texte

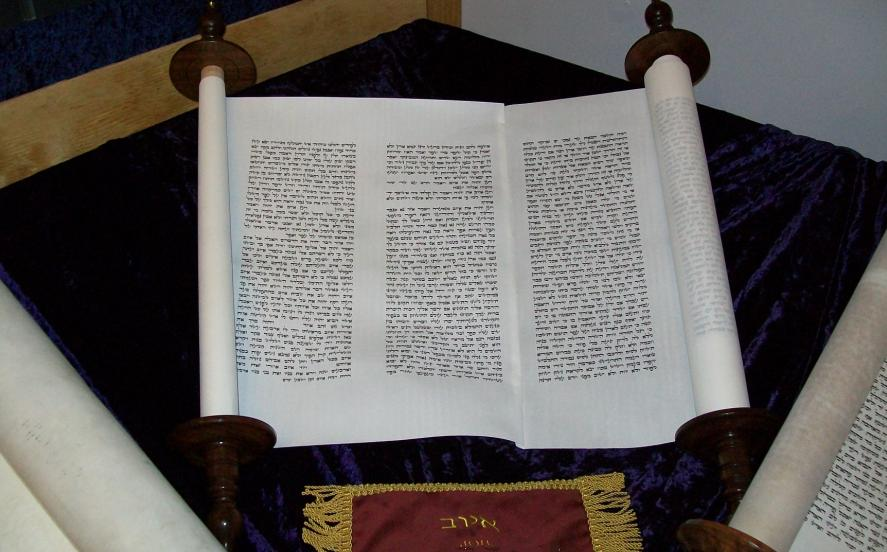
Rouleau du Livre de Job, en hébreu.

Le texte original est écrit en langue hébraïque. Ce chapitre est divisé en 22 versets et il y a 22 lettres en hébreu.

### Témoins textuels
Certains manuscrits anciens contenant le texte de ce chapitre en hébreu sont du texte massorétique, qui comprend le Codex d'Alep (Xe siècle) et le Codex Leningradensis (1008).
Il existe également une traduction en grec Koine connue sous le nom de Septante, réalisée au cours des derniers siècles avant notre ère ; certains manuscrits anciens existants de cette version incluent le Codex Vaticanus (B ; {\displaystyle {\mathfrak {G}}} B ; IVe siècle), Codex Sinaiticus ( S ; BHK : {\displaystyle {\mathfrak {G}}} S ; IVe siècle), et Codex Alexandrinus (A ; {\displaystyle {\mathfrak {G}}} Un ; Ve siècle).

## Analyse
Dans la structure du livre, les chapitres 1 et 2 sont regroupés sous le nom de « Prologue » avec le plan suivant :
- Job est tout à fait juste (1 :1-5)
- La Première scène de la cour céleste (1: 6–12)
- Le Premier test - Perte de possessions et famille (1: 13–19)
- La Première réaction de Job à sa perte et le verdict du narrateur (1:20–22)
- La Deuxième scène de la cour céleste (2 :1-6)
- Le Deuxième test - Les plaies horribles (2: 7-10)
- L'Arrivée et la mission des amis (2:11–13)

Toute la section précède les parties suivantes du livre : 
- Le Dialogue (chapitres 3—31)
- Les Verdicts (32: 1–42 : 6)
- L'Épilogue (42: 7-17)

Le prologue se compose de cinq scènes en prose (1: 1–5 ; 1: 6–12 ; 1: 13–22 ; 2: 1–6 ; 2: 7–13 (3: 1)) — alternant entre terre et ciel — qui présentent les personnages principaux et la question théologique à explorer .

## Profil de Job (1:1–5)
Après avoir indiqué le lieu de résidence de Job (qui jusqu'à présent ne peut pas être identifié avec certitude), cette section fournit des informations sur :
- Qualités de Job : « irréprochable » (hébreu : tam) et « droit » (yašar) (1:1)
- Possessions et statut de Job (1: 2–3)
- La piété de Job (1: 4–5)

### Verset 1
« Il y avait un homme dans le pays d'Uz, dont le nom était Job; et cet homme était intègre et droit, et il craignait Dieu et s'éloignait du mal. »

- « Terre d'Uz » : l'emplacement exact est difficile à déterminer, mais il est significatif qu'il se trouve en dehors de la terre d'Israël, ouvrant la voie à une discussion universelle plutôt qu'israélite sur le sujet du livre[9].
- « Job » : la mention de son nom dans le livre d'Ezéchiel chapitre 14 dans l'Ancien Testament ( Bible hébraïque ) et l'épître de Jacques chapitre 5 dans le Nouveau Testament des Bibles chrétiennes plaide pour l'historicité de la personne, mais sans aucun support à partir de documents anciens non bibliques, il est considéré comme un personnage légendaire[10].

Les qualités de Job sont données dans une quadruple description sans précédent :
- « irréprochable » (hébreu : tam ; cf. Genèse 20:5, 6:1 Rois 9:4 ; Psaume 7:8 ; 25:21 ; 26:1, 11 ; 41:12 ; 78:72)
- « debout » (hébreu : yasar, « droit, entier, juste »)
- « celui qui craignait Dieu »
- [celui qui] « fuyait le mal »[9]

La paire de mots — « irréprochable » et « droit » — est parallèle dans le Psaume 37:37. La description la plus cruciale est que Job « craignait Dieu », qui est repris par « l'Adversaire » (le « Satan ») au verset 9 comme une description représentative de la justice supposée de Job. L'expression « craignant Dieu/Yahweh » est utilisée dans Proverbe 1:7, 29 ; 2:5 ; 3:7 ; 8:13 ; 9h10 ; 10h27 ; 14:2, 26, 27 ; 15:16, 33;16:6;19:23; 22:4 ; 23:17 ; 24:21 ; 31h30 ; Ecclésiaste 5:7 : 7:18 ; 8:12 ; 12:13 ; Psaume 15:4 ; 19:9 ; 34:9, 11 ; 111:10.

## Première conversation (1:6–12)
Le passage décrit un rassemblement au ciel, où le drame caché est révélé pour que les lecteurs comprennent le contexte des événements à venir, mais ne peuvent être vus par Job et les gens qui l'entourent,. Au cours de cette cour céleste, Dieu (hébreu : YHWH) exalte la vertu de Job, mais « l'adversaire (hébreu : ha-satan) en conteste les raisons, il reçoit donc la permission de Dieu d'essayer déloger Job de son intégrité » ; c'est-à-dire, « Dieu utilise Job pour prouver que la théorie de Satan est fausse. »

### Verset 6
« Or, il y eut un jour où les fils de Dieu vinrent se présenter devant le Seigneur, et l'adversaire vint aussi parmi eux. »

- « Les fils de Dieu » : en hébreu : בני האלהים, bə-nê hā- ’ĕ-lō-hîm[13],[14]. Cette phrase n'apparaît que dans la Bible hébraïque dans Genèse 6:2, 4; Job 1:6; 2:1; 38:7), alors qu'il existe des phrases comparables bənê 'ĕlîm dans le Psaume 29:1 ; 89:7, et bənê 'ĕlyon dans le Psaume 89:7[14]. L'utilisation de cette désignation en dehors de la Bible, principalement dans les textes ougaritiques, rapporte l'idée de fonctionnaires qui composent un conseil divin, où se font les affaires du ciel[14].
- « L'Adversaire » : de l'hébreu השטן, hā- śā-ṭān[13], peut être traduit par « l'accusateur » ou « le challenger »[15]. Ce mot hébreu a traditionnellement été translittéré avec une majuscule en tant que nom propre « Satan », menant une association avec le « diable », nommé « Satan » dans le Nouveau Testament, qui est dépeint comme tentant sans succès de tenter Jésus (Matthieu 4:1-11) et comme résistant au règne de Dieu (Apocalypse 12:9; 20: 2, 7–8)[16]. Le mot est écrit avec l'article définitif hébreu ה, ha, dans la Bible hébraïque (y compris dans Nombres 22:22, 32 ; Zacharie 3:1–2), sauf dans 1 Chroniques 21:1, qui n'utilisent que le mot « satan », il semble donc faire référence à une fonction plutôt qu'un nom propre d'un individu[17].

### Verset 9
« Alors l'Adversaire répondit à l'Éternel, en disant : Job a-t-il craint Dieu pour rien ? »

- « Pour rien » : La forme hébraïque de cette phrase a l'interrogatif ה, il, sur l'adverbe חִנָּם, khinnam (« gratis »), un dérivé soit du verbe חָנַן khanan (« être gracieux, montrer sa faveur ») ou de son nom apparenté חֵן, khen (« grâce, faveur »), donc l'adverbe a le sens de « gratuit » ; « gratuitement » ; « gratuitement » ; « pour rien » ; « sans raison »[19].}

## Dévastation de Job (1:13–22)

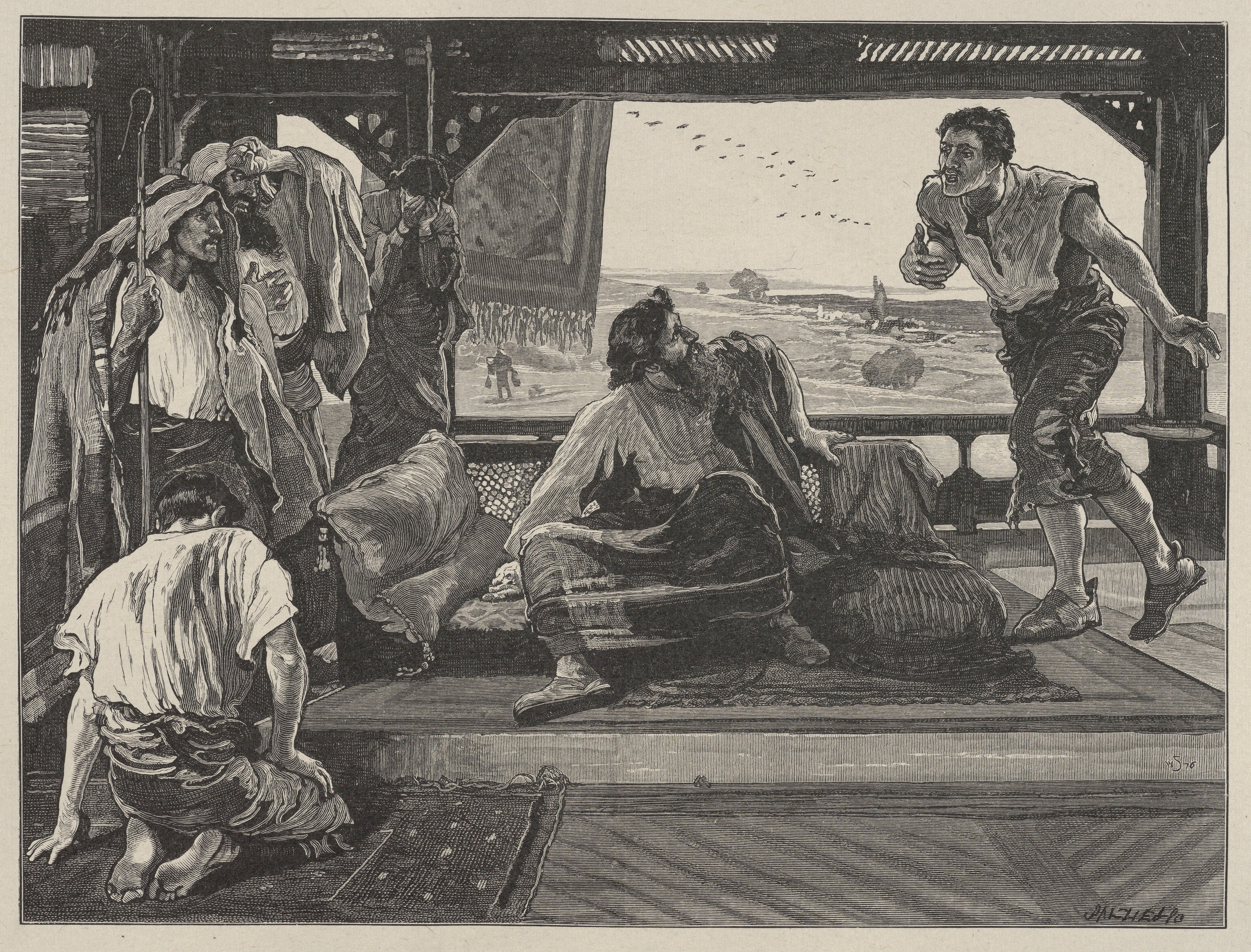
Job recevant les messagers, par William Small (Dalziels 'Bible Gallery), 1876–1881.

Cette section énumère une série de désastres, de différentes sortes, les uns après les autres, qui sont arrivés à Job, qui ne pouvait qu'écouter les rapports sans aucune connaissance de la main de l'accusateur et des desseins de Dieu. Les schémas des catastrophes ont une symétrie : les pertes des biens de Job alternent entre celles exécutées par les humains (les Sabéens, les Chaldéens) et celles provoquées par des causes naturelles ou surnaturelles (foudre, tourbillon), chaque fois avec des intensités croissantes : des animaux plus grands et plus précieux et enfin les plus précieux : les enfants de Job. La réponse de Job à cet ensemble de pertes (versets 20-21) le présente comme un modèle de piété : le déchirement des vêtements (cf. Genèse 37:29; Josué 7:6) et le rasage de la tête (cf. Ésaïe 15:2; 22:12; Jérémie 7:29; 16:6 ; 41:5 ; 47:5 ; 48:37 ; Ézéchiel 7:18; Amos 8:10; Michée 1:16) comme un rite de deuil commun dans la culture locale dans les temps anciens. La nature juste de la réponse de Job est approuvée par le narrateur au verset 22.

### Verset 21
« Et il dit : « Nu je suis sorti du ventre de ma mère, et nu je reviendrai. Le Seigneur a donné, et le Seigneur a repris ; béni soit le nom du Seigneur. »

- « Nu » : d'un adjectif hébreu qui fonctionne ici comme un « accusatif adverbial d'état, explicatif de l'état du sujet », et tout en incluant le sens littéral de nudité à la naissance, il est également utilisé symboliquement pour signifier « sans possessions[22]. »
- La déclaration de Job ici est parallèle au verset du Nouveau Testament 1 Timothée 6:7[23].

### Sources
- (en) Robert Alter, The Wisdom Books: Job, Proverbs, and Ecclesiastes: A Translation with Commentary, W.W. Norton & Co, 2010 (ISBN 978-0393080735, lire en ligne)
- (en) Michael David Coogan, The New Oxford Annotated Bible with the Apocryphal/Deuterocanonical Books: New Revised Standard Version, Issue 48, Oxford University Press, 2007 (ISBN 9780195288810, lire en ligne)
- (en) James L. Crenshaw, The Oxford Bible Commentary, first (paperback), 2007, 331–355 p. (ISBN 978-0199277186, lire en ligne), « 17. Job »
- (en) Daniel J. Estes, Job, United States, Baker Publishing Group, coll. « Teach the Text Commentary Series », 2013 (ISBN 9781441242778, lire en ligne)
- (en) Kathleen A. Farmer, The Hebrew Bible Today: An Introduction to Critical Issues, Westminster John Knox Press, 1998 (ISBN 978-0-66425652-4, lire en ligne), « The Wisdom Books »
- (en) Henry H. Halley, Halley's Bible Handbook: an abbreviated Bible commentary, Zondervan Publishing House, 1965 (ISBN 0-310-25720-4, lire en ligne)
- (en) Robert Kugler et Patrick J. Hartin, An Introduction to the Bible, Eerdmans, 2009 (ISBN 978-0-8028-4636-5, lire en ligne)
- (en) John H. Walton, Job, United States, Zondervan, 2012 (ISBN 9780310492009, lire en ligne)
- (en) Lindsay Wilson, Job, United States, Wm. B. Eerdmans Publishing Company, 2015 (ISBN 9781467443289, lire en ligne)
- (en) Ernst Würthwein, The Text of the Old Testament, Grand Rapids, MI, Wm. B. Eerdmans, 1995 (ISBN 0-8028-0788-7, lire en ligne)